# Mengkukuo
Mengkukuo o Mengjiang o terra de frontera mongola, era un territori que formà part d'un estat titella del Japó, però actualment és part de la República Popular de la Xina. Va ser una àrea autònoma de la Mongòlia Interior, formada el 1939 com a estat titella de l'Imperi del Japó, després des de 1940, sota la sobirania nominal del Govern Nacionalista de Nanjing. La capital era Zhangjiakou (Kalgan), des d'on estava sota el domini nominal del noble mongol Demchugdongrub. El territori va tornar al control xinès després de la derrota de l'Imperi japonès el 1945.
Antigament Mengjiang consistia en les províncies de Chahar i Suiyuan en la part central de Mongòlia Interior contemporània, també anomenada Mengkukuo o Mongokuo, que s'afegia a altre estat titella conegut com a Manxukuo. En japonès Mengjiang es deia Mongkyo. Encara que l'objectiu del Japó en permetre la creació de Mengkukuo era donar suport al nacionalisme mongol, la població de l'estat era composta en la seva majoria per xinesos de l'ètnia han (80%).

## Etimologia
Mengjiang, vol dir: «territoris dels mongols» i prové del discurs de l'acceptació de la presidència de Demchugdongrub. Nomenat per a recuperar els territoris posseïts originalment pels mongols.

## Història
Mengkukuo va ser fundat el 12 de maig de 1936 pel govern militar Mongol (蒙古軍政府), després Mengjiang va ser retitulat en octubre de 1937 mentre que l'imperi Mongol va unir el govern autònom (蒙古聯合自治政府). L'1 de setembre de 1939 l'ètnia xinesa Han era la predominant, llavors el govern autònom Mongol va unir el sud de Chahar i el nord de Shanxi i llavors van crear el govern autònom Mongol, que també es va unir a Mengjiang (蒙疆聯合自治政府).
La capital de Mengjiang fou Chan Pei que està prop de Kalgan. El 4 d'agost de 1941, va ser reanomenada altra vegada Mengjiang com a la federació autònoma mongol (蒙古自治邦). Mengjiang va desaparèixer el 1945, quan les forces de l'Exèrcit Roig de la Unió Soviètica, en conjunt amb l'exèrcit mongol, van envair Mengijang i Manxukuo, després d'haver declarat la guerra al govern japonès. En acabar la Segona Guerra Mundial, Mengjiang es va tornar part de la República de la Xina, i poc després de l'actual República Popular de la Xina, que la va incloure en la regió autònoma de Mongòlia Interior.

## Política
Aquí es mostren les llistes dels polítics rellevants de Mengjiang: 
- Família real mongol.
- Acadèmia central japonesa de Kalgan.
- Direcció general de comunicacions.
- Banc de Mengjiang.
- Prefectures militars mongoles del comandament.
- Exèrcit nacional de Mengjiang.
- Govern autònom de Shanxi del Nord.
- Govern autònom de Chahar meridional.
- El govern autònom unit de Mengjiang.
- Moviment polític mongol (gent notable):
  - Demchugdongrub: Cap d'estat nadiu, Khungtayji (noble descendent de la família de Genguis Kan), també pertany a les prefectures militars mongols del comandament.
  - Kanji Tsuneoka: - Conseller militar japonès, ell va dirigir de l'acadèmia central a Kalgan, als serveis secrets japonesos en àrea.
  - Toyonori Yamauchi: Conseller polític en una missió «Heretar el gran esperit de Genguis Kan i tornar a prendre els territoris que pertanyen a Mongòlia, acabant la tasca magnífica de restablir la prosperitat de la nació».
  - Yoshio Kozuki: General que dirigeix l'exèrcit de Mongòlia.
  - Ichiro Shichida: General que dirigeix l'exèrcit de la guarnició de Mongòlia.
  - Gem Sugiyama: General que dirigeix la guarnició de Mongòlia.
  - Sadamu Shimomura: Comandant de l'exèrcit de la guarnició de Mongòlia.
  - Hiroshi Nemoto: Comandant de l'exèrcit de la guarnició de Mongòlia.
  - Shinichi Tanaka: Cap de personal de l'exèrcit de la guarnició de Mongòlia.
  - Hideki Tojo: Comandant de la brigada mixta de la 1a independent força expedicionaria de Chahar.
  - Comandant Sakai: Comandant directe del tanc, brigada mixta de la 1a independent.
  - Kitsuju Ayabe: Coronel contractat a l'operació de l'àrea de Chahar com a oficial personal de l'exèrcit de Kwantung (separació del nord de la Xina).
  - Hiroshi Nemoto: Comandant del 18é exèrcit (amb el quarter general a Kalgan).
  - Torashiro Kawabe: Conseller militar eventual.

## Economia
Els japonesos van establir el banc de Mengjiang que era molt modern. També els pobladors de Mengjiang també es van modernitzar, ja que van utilitzar el sistema numèric xinès. Els japonesos volien explotar el mineral que hi havia a Mengjiang i havien posat en marxa la mina de ferro de Hsuanhua-Lungyen amb una reserva de 91.645.000 tones l'any 1941; i analitzades les reserves del carbó en terra, unes 504 tones i una producció potencial de 202.000 de les tones (1934). Al mateix temps els japonesos van buscar les reserves de carbó que hi havia a Suiyuan perquè tenien 417,000,000 tones i una extracció potencial de 58,000 tones el 1940 per a les inversions futures en altres àrees.

## Exèrcit
L'Exèrcit Nacional de Mengjiang era antigament l'Exèrcit Nadiu Japonès: no ha de ser confós amb l'exèrcit Mongol, grup de la força especial de l'exèrcit de Kwantung sota comandament directe i que tenia comandants nadius al costat d'oficials japonesos, com en altres seccions externes auxiliars de l'exèrcit de Kwantung. La finalitat d'aquest exèrcit era ajudar els japonesos contra l'exèrcit militar de Mongòlia. Aquest exèrcit va protegir el príncep de Wang, el cap d'estat, i propietats de l'establiment de Mengjiang i local de l'estat nadiu.
L'exèrcit estava equipat amb rifles, pistoles, metralladores, morters i alguns armes de l'artilleria i antiaeris. Va ser organitzat com a força mòbil de la infanteria de la cavalleria i amb poca ajuda de l'artilleria i cap tanc o avió.

### Cos de cavalleria Mongol (endesembrede1941)
- 1a Divisió mongol de cavalleria.
- 2a Divisió mongol de cavalleria.
- 3a Divisió mongol de cavalleria.
- 4a Divisió mongol de cavalleria.
- 5a Divisió mongol de cavalleria.
- 6a Divisió mongol de cavalleria.
- 7a Divisió mongol de cavalleria.
- 8a Divisió mongol de cavalleria.